# Переход Вервея
Переход Верви — это низкотемпературный фазовый переход в минерале магнетите, связанный с изменением его магнитных, электрических и тепловых свойств. Обычно это происходит при температуре около 120 К, но наблюдается в диапазоне температур от 80 до 125 К, хотя в природных магнетитах разброс обычно составляет около 118—120 К. При нагревании до температуры перехода Вервея (Tvкристаллическая решётка магнетита изменяется от моноклинной структуры изолятора к металлической кубической обратной шпинельной структуре, которая сохраняется при комнатной температуре. Это явление названо в честь Эверта Вервея, голландского химика, который впервые осознал в 1940-х годах связь между структурным переходом и изменениями физических свойств магнетита. Это был первый обнаруженный переход металл-изолятор.
Переход Верви близок по температуре, но отличается от магнитной изотропной точки в магнетите, в которой первая константа магнитокристаллической анизотропии меняет знак с положительного на отрицательный.
Температура и физическое выражение перехода Вервея очень чувствительны к напряжённому состоянию магнетита и стехиометрии. Нестехиометрия в форме замещения катионов металлов или частичного окисления может снизить температуру перехода или полностью подавить ее.